# Sōsaku-hanga

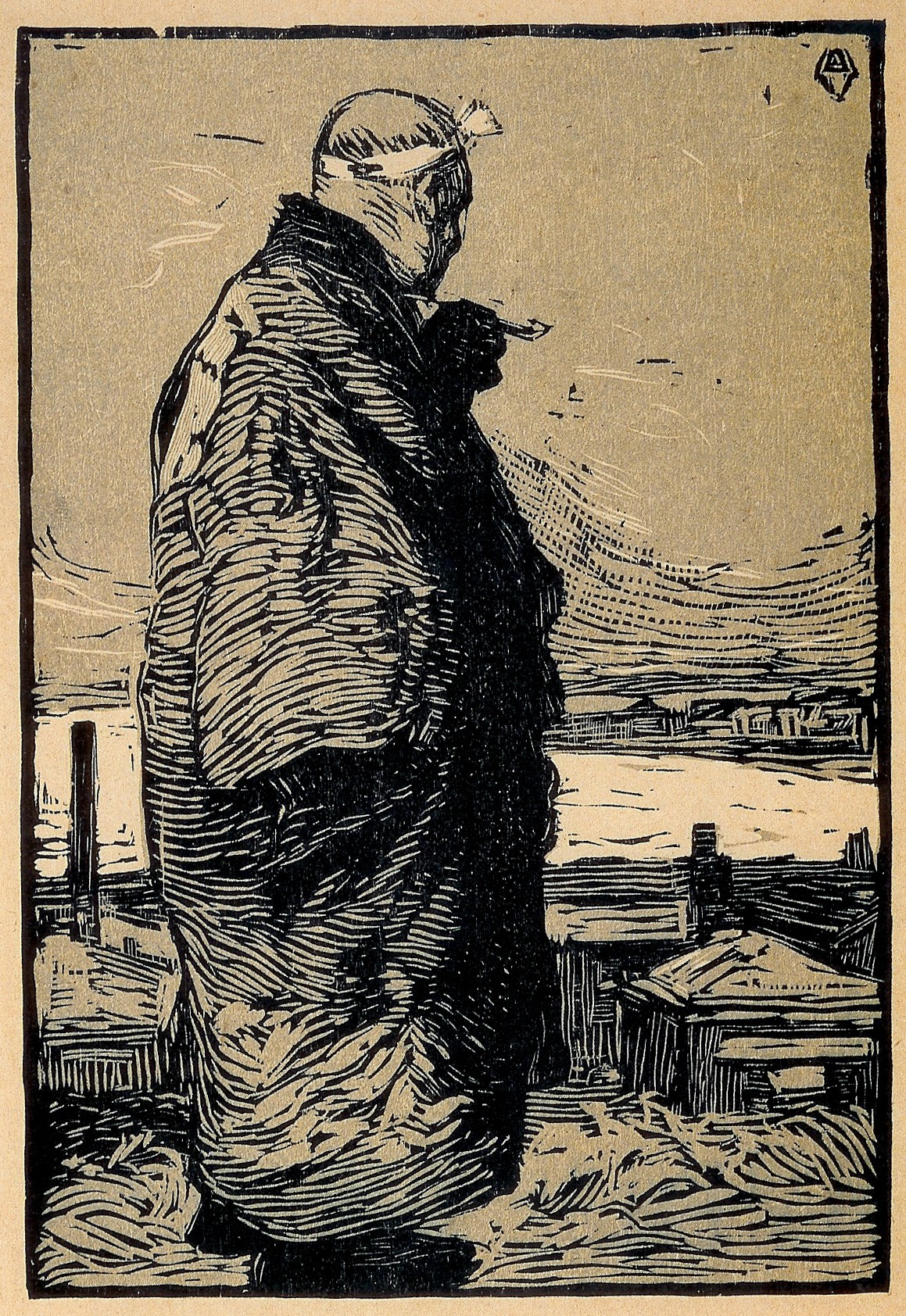
Yamamoto: „Der Fischer“ (1904)

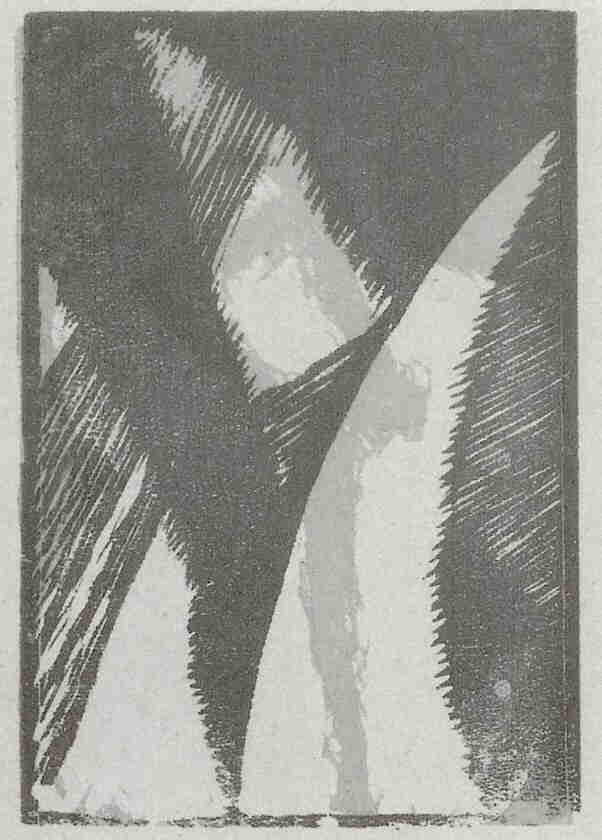
Onchi: „Bitte eines Dummkopfes“ (1914)

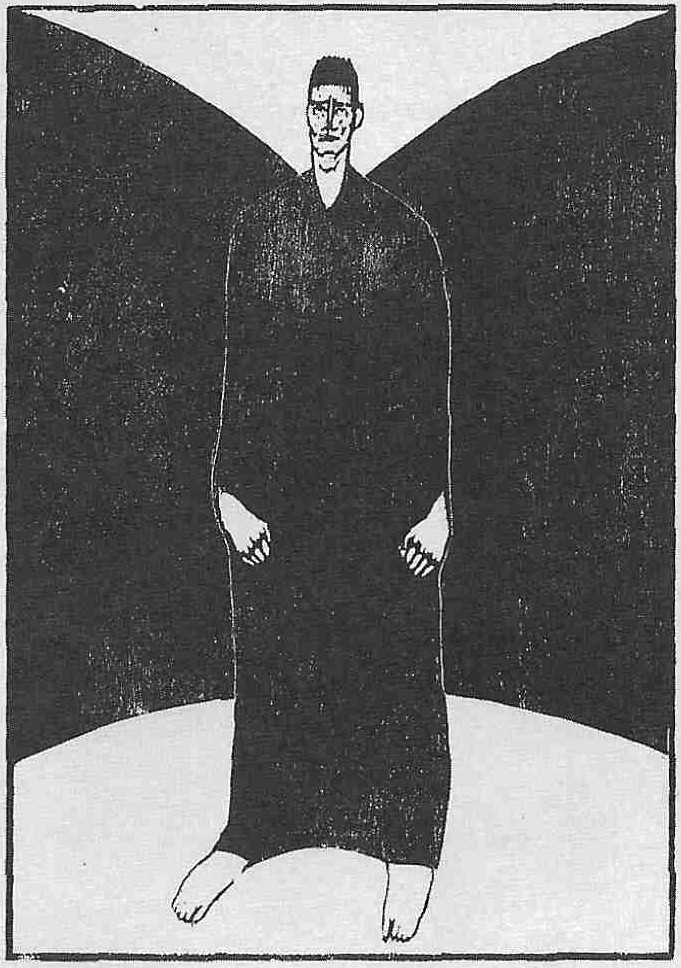
Fujimori: „Auge zur Unendlichkeit“ (1915)

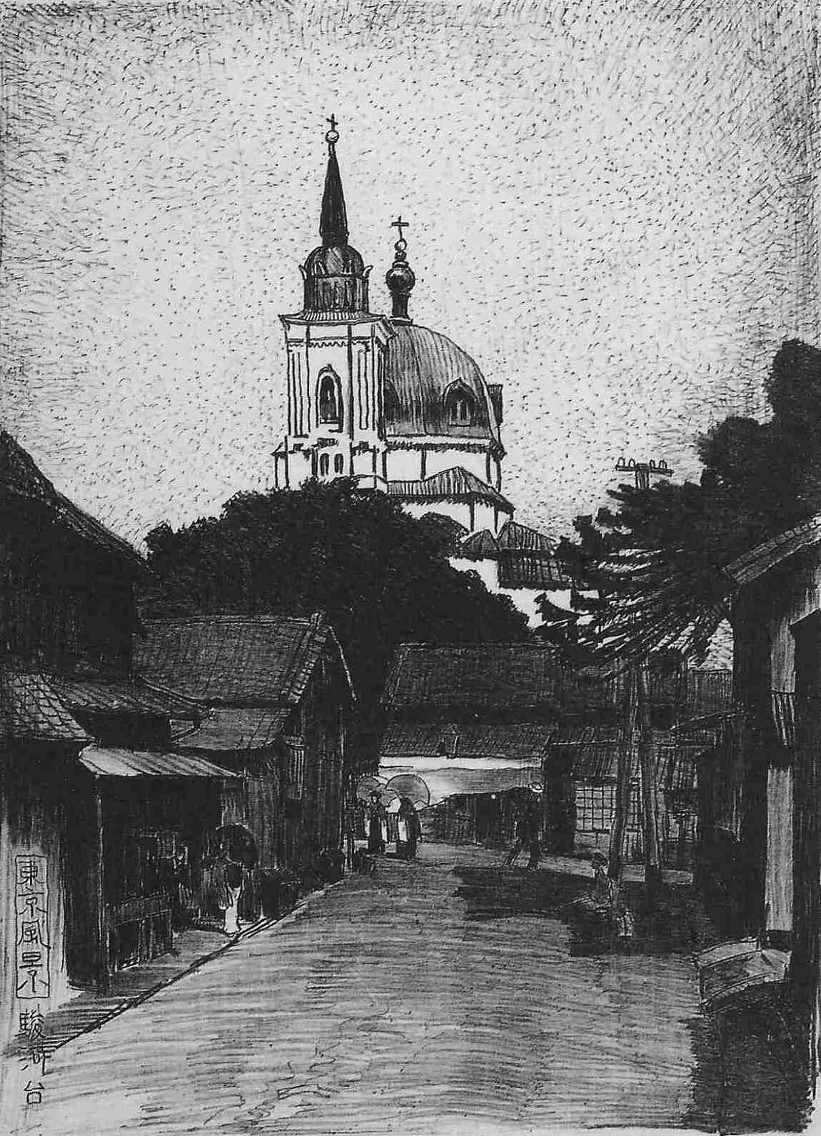
Oda: Surugadai (1916)

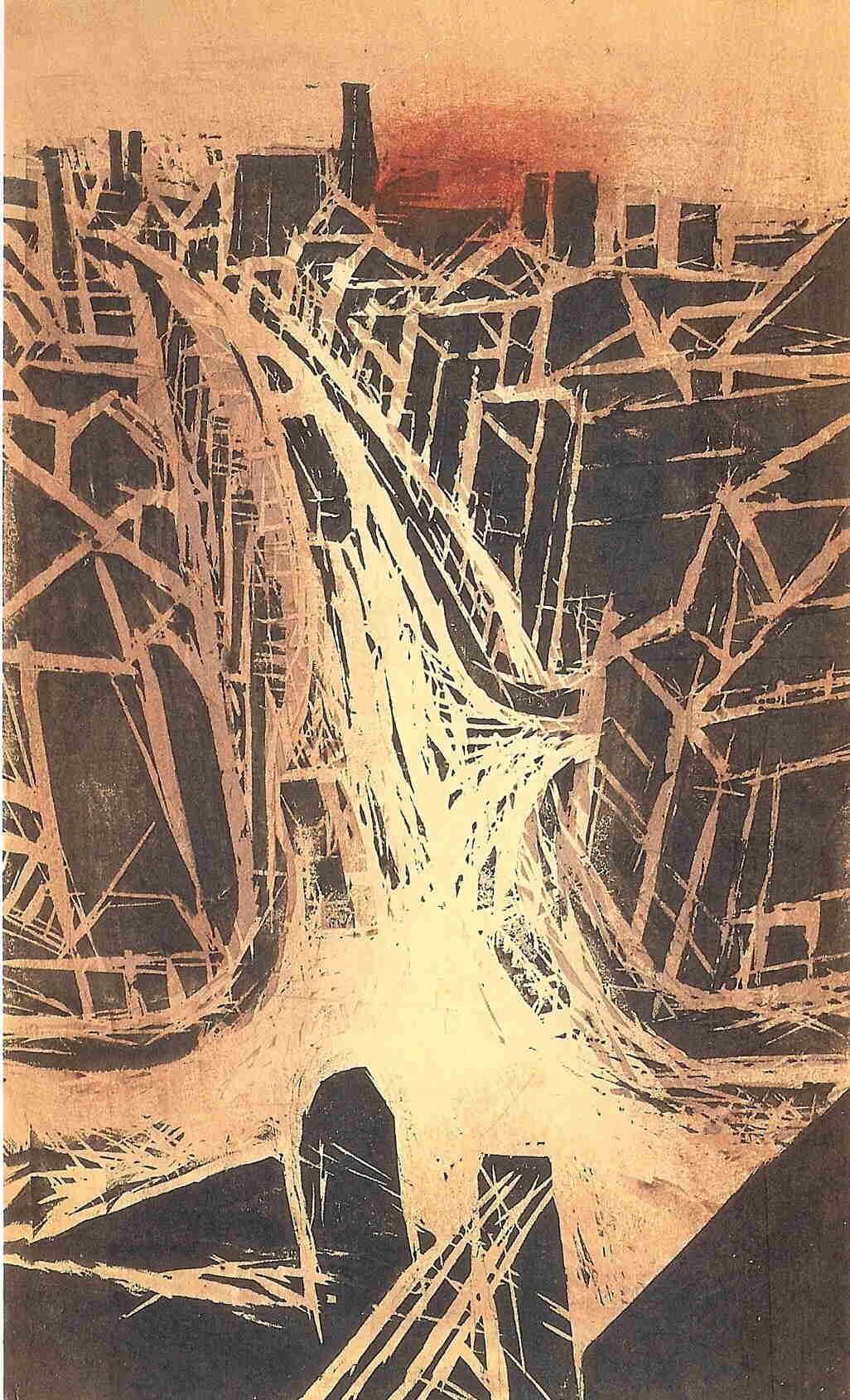
Fujimaki: „Rote Sonne“ (1934)

Sōsaku-hanga (japanisch 創作版画, wörtlich: „kreativer Druck“) ist eine moderne Kunstrichtung der japanischen Graphik, insbesondere des Holzschnitts, die zu Beginn des 20. Jahrhunderts entstand.

## Definition
Sōsaku-hanga ist neben Shin-hanga eine der beiden Kunstrichtungen, die sich im japanischen Holzschnitt zu Beginn des 20. Jahrhunderts entwickelten. Ein wichtiges Merkmal des Sōsaku-hanga sind die Prinzipien jiga (selbst gezeichnet), jikoku (selbst geschnitzt) und jizuri (selbst gedruckt), das heißt, der Künstler führt alle drei Arbeitsschritte zur Erstellung eines Holzschnitts – in Übernahme der europäischen Tradition – selbst aus. Dies war eine Abkehr von der traditionellen Herstellung des ukiyo-e, bei der jeder Arbeitsschritt von einer anderen Personengruppe (Zeichner, Schnitzer, Drucker) ausgeführt wurde.
Anders als in der Malerei mit der strengen Trennung in japanische Nihonga und westliche Yōga ist die Zuordnung in der graphischen Kunst nicht so eindeutig. Bei den Shin-hanga standen die „schöne Frau“ (bijinga) und der Kabuki-Darsteller im Vordergrund, aber es war nicht das einzige Thema. Bei den Sōsaku-hanga stand die selbst erlebte Umwelt im Mittelpunkt, aber nicht alles war selbst geschnitten. Vor allem in der Anfangsphase spielte der Holzschneider Igami Bonkatsu (伊上凡骨, 1875–1933) eine wichtige Rolle. Die Sōsaku-hanga schließen auch Lithographien und Radierungen ein.

## Beginn am Ende der Meiji-Zeit
Im letzten Jahrzehnt der Meiji-Zeit bildeten sich literarische und künstlerische Gruppen, die – oft kurzlebige – Mitglieder-Zeitschriften publizierten. So wurde das erste Beispiel eines Sōsaku-hanga, der Holzschnitt „Der Fischer“ von Yamamoto Kanae (1882–1946) 1904 in der Zeitschrift Myōjō (明星, „Morgenstern“) mit entsprechend kleinen Maßen, nämlich 14,4 × 10 cm, abgedruckt. Von einer Sōsaku-hanga-Bewegung kann man erst einige Jahre später sprechen. Wichtig wurden Zeitschriften wie Hōsun (方寸,) und Shirakaba (白樺, „Die Birke“). Die Herausgeber der Shirakaba um Mushanokōji Saneatsu (1885–1976) veranstalteten im Oktober 1911 in Tokyo die erste Ausstellung mit westlicher Graphik, zu sehen waren u. a. Beardsley, Klinger und Munch, insgesamt 36 Künstler mit 183 Drucken.
Seit 1909 war Bernard Leach (1882–1979) wieder in Japan, der Radierung unterrichtete und sich mit der Shirakaba-Gruppe anfreundete. Er vermittelte in Vorträgen die Sicht der englischen Reformer in Kunst und Design um William Morris.

## Taishō-Zeit
Die Taishō-Zeit brachte nach der streng reglementierten Meiji-Zeit mehr künstlerische Freiheit. Im März 1914 fand eine weitere wichtige Ausstellung statt, die – mit Bezug auf Herwarth Walden – sich an der Zeitschrift Der Sturm orientierte. Neben Yamamoto gehörten auch Tobari Kogan (1882–1927), Minami Kunzō (1883–1950) und Tomimoto Kenkichi (富本憲吉, 1886–1963) zu den Künstlern dieser neuen Richtung.
Zu den Sōsaku-hanga-Gestaltern werden auch Sakamoto Hanjirō (1882–1969) und die Brüder Ishii Hakutei (1882–1958) und Ishii Kakuzō (石井鶴三, 1887–1946) gezählt, obwohl sie ihre Zeichnungen fast ausnahmslos von Igami schneiden ließen. Weiter gehören Oda Kazuma (1882–1956) mit seinen Lithographien und andere dazu. So führt der Ausstellungs-Katalog des Shōtō bijutsukan 1999 fast fünfzig Künstler auf.
Eine Reihe von Künstlern schlossen sich zusammen und publizierten 1914/15 in der Zeitschrift Tsukuhae (月映, „Mondglanz“) Texte und Drucke. Dazu gehörten Onchi Kōshirō (1891–1955), Fujimori Shizuo (1891–1943) und Tanaka Kyōkichi (田中恭吉, 1892–1915). Onchi wirkte sein ganzes Leben auch als Organisator und Förderer der Sōsaku-hanga Bewegung.
Parallel zu Tsukuhae erschien 1914 die Zeitschrift Kamen (仮面, „Die Maske“) mit Hasegawa Kiyoshi (1891–1980) und Nagase Yoshirō (永瀬義郎, 1891–1978) als wichtige Künstler.
1917 begann Nakajima Shigetaro mit der Herausgabe von Nihon fukei hanga. Insgesamt erschienen bis 1921 zehn Serien zu je fünf Blättern.
Eine Reihe von Künstlern, die Holzschnitte erstellten, sind heute vor allem als Maler bekannt, beispielsweise Sakamoto, Yorozu Tetsugorō (1885–1927) und Kishida Ryūsei (1891–1929).

## Shōwa-Zeit bis zum Zweiten Weltkrieg
- Maekawa Sempan (前川千帆, 1888–1960), wurde bekannt mit Stadtbildern und Bildern von Landfrauen.
- Koizumi Kishio (小泉癸巳男, 1893–1945)
- Kawanishi Hide (川西秀, 1894–1965), gestaltete stark-farbige Ansichten in und um Kobe.
- Hiratsuka Unichi (平塚運一, 1895–1997), wirkte auch in den USA. Bekannt vor allem durch seine Schwarz/weiß-Holzschnitte.
- Fukazawa Sakuichi (深沢索一, 1896–1947)
- Taninaka Yasunori (谷中安規, 1897–1946), gestaltete u. a. Traumszenen in seinem „Schattentheater“.
- Hashimoto Okiie (橋本興家, 1899–1993), Gestalter u. a. von Drucken japanischer Steingärten.
- Azechi Umetarō (畦地梅太郎, 1902–1999), produzierte zunächst Landschaften, später stark stilisierte „Leute vom Lande“.
- Munakata Shikō (棟方志功, 1903–1975), verlor im Kriege sein Frühwerk, gestaltete auch große Formate, die er „Brettbilder“ (板版) nannte.
- Saitō Kiyoshi (斉藤清, 1907–1997), schuf Landschaften, Figuren, später auf die Fläche betonend.
- Ono Tadashige (小野忠重, 1909–1990), druckte Farbe auf schwarzem Hintergrund. „Zeitzeuge“.
- Fujimaki Yoshio (藤牧義夫, 1911–1935?), schuf zunächst stark konturierte Drucke, riss dann die Ränder auf. Fujimaki verschwand am 2. September 1935 spurlos.
- Hagiwara Hideo (萩原英雄, 1913–2007),
- Watanabe Sadao (渡邊貞夫, 1913–1996), befasste sich mit christlichen Motiven.
- Sekino Jun’ichirō (関野準一郎, 1914–1988), produktiver Gestalter japanischer Landschaften, Ansichten, Porträts.

## Bilder

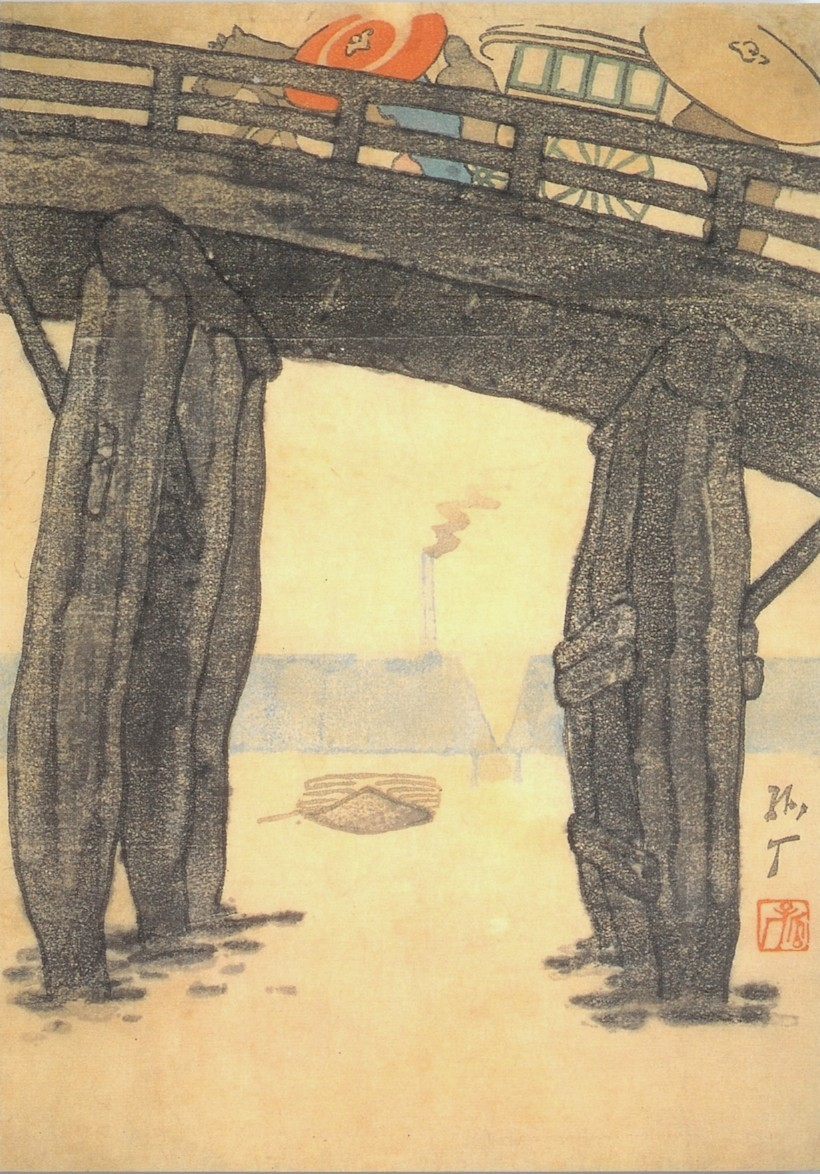
Tobari: „Brücke in Senjū“ (1913)
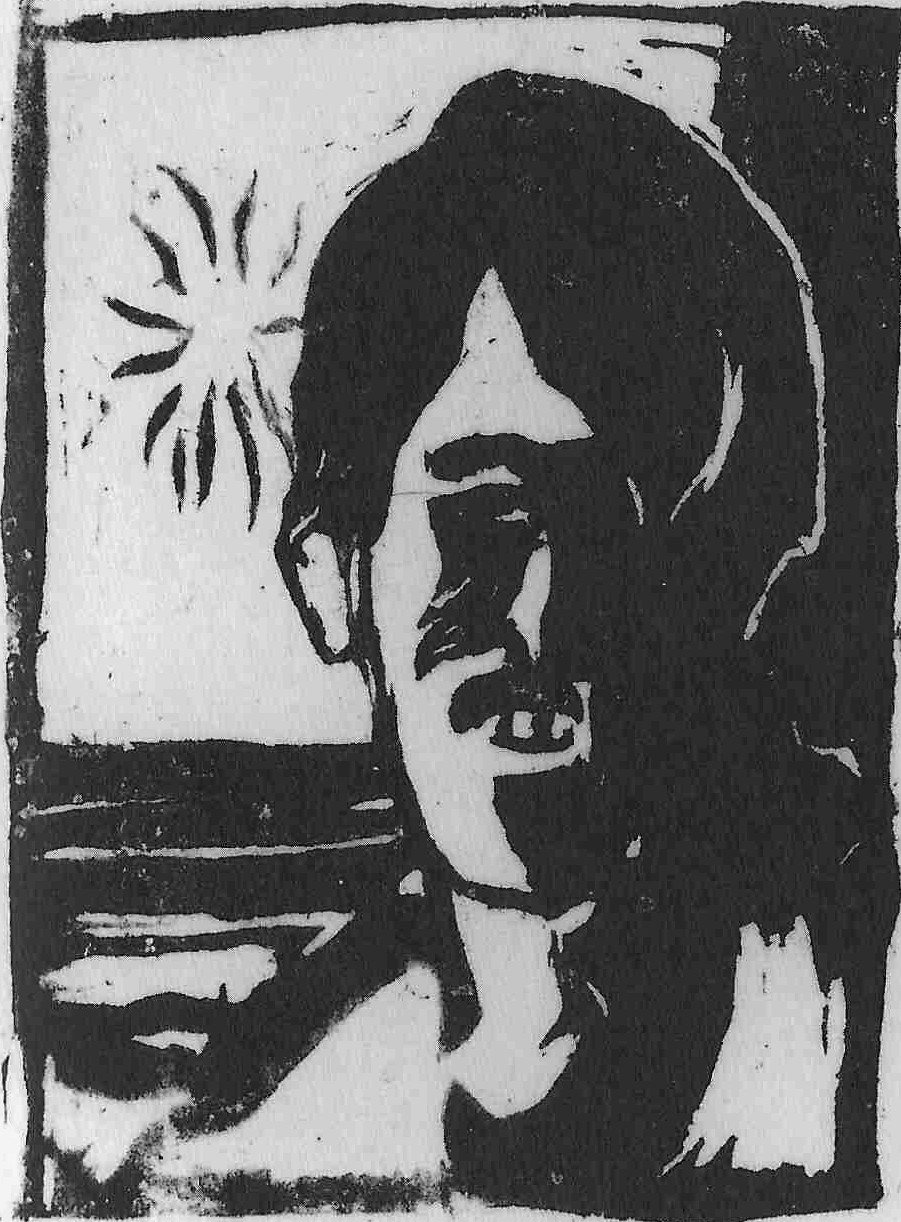
Yorozu: „Mann, die Zähne zeigend“ (1913)
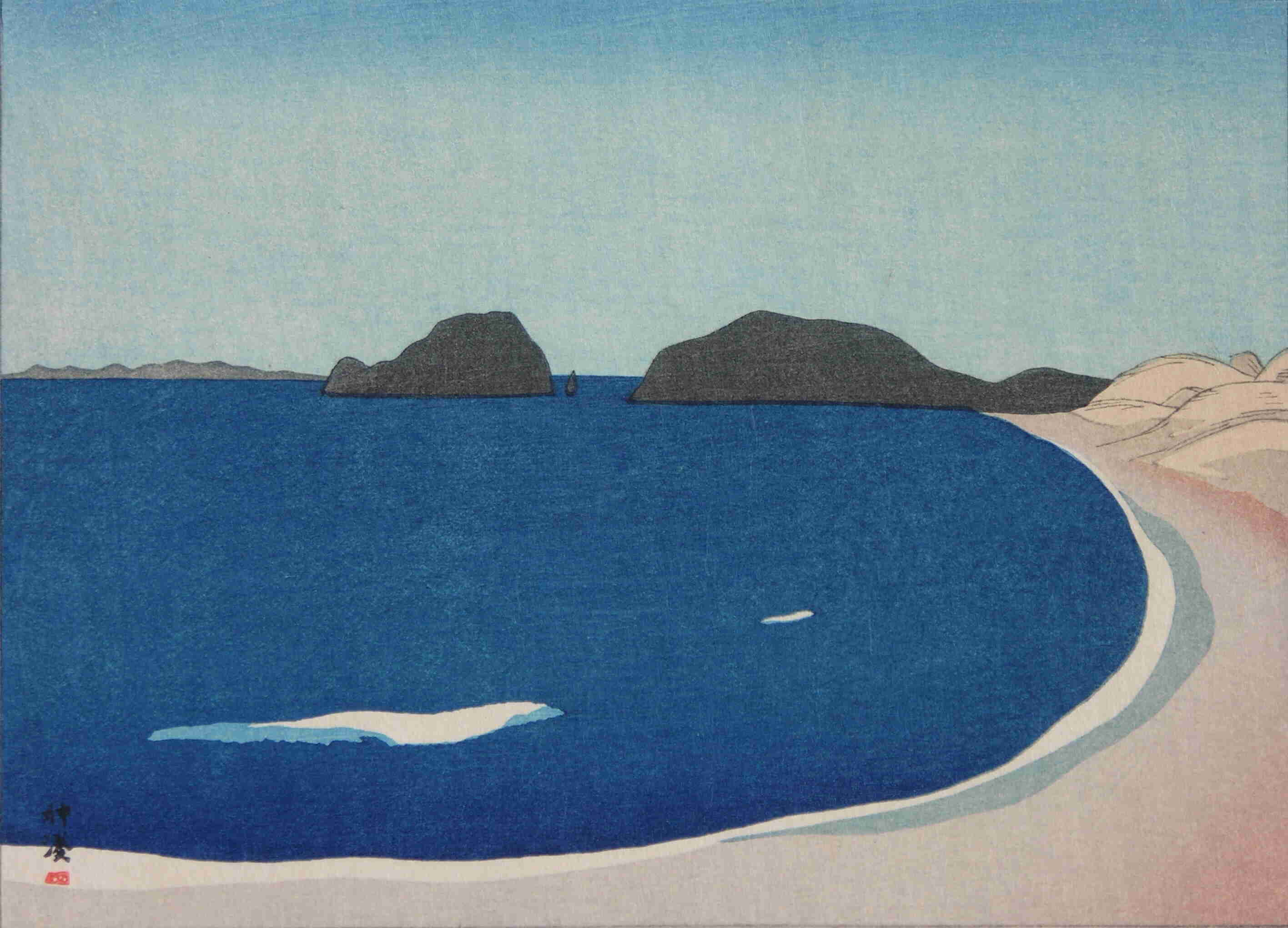
Sakamoto: Kami-no-minato (1918)
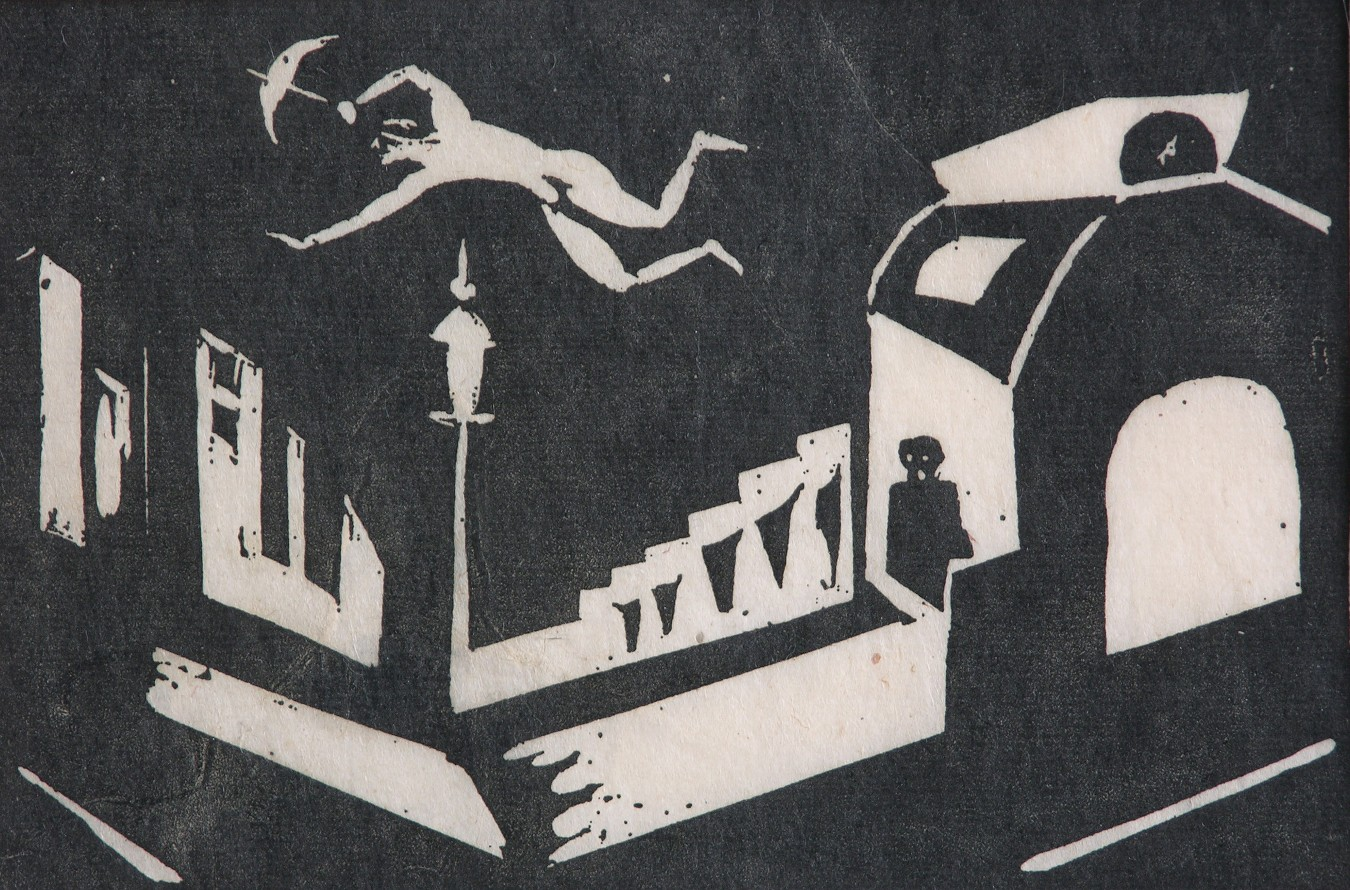
Taninaka: „8.Szene aus dem Schattentheater“ (1932)
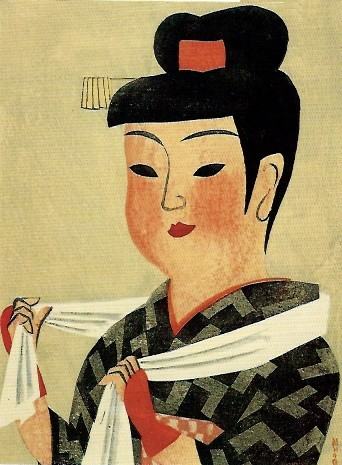
Maekawa „Akita-Tänzerin“ (1955)

## Shōwa-Zeit nach dem Zweiten Weltkrieg
- Yoshida Masaji (吉田政次, 1917–1971), gestaltete abstrakte Holzschnitte.
- Komai Tetsurō (駒井哲郎, 1920–1976), u. a. Radierungen in der Paul-Klee Nachfolge.
- Maki Haku (巻白, 1924–2000)

Ihren internationalen Durchbruch erlebte der Sōsaku-hanga erst nach dem Zweiten Weltkrieg auf der ersten Biennale von São Paulo im Jahr 1951, bei der Komai für eine Radierung und Saitō Kiyoshi für einen Holzschnitt von der Jury ausgezeichnet wurden. Ebenfalls vertreten auf dieser Biennale war Munakata Shikō mit einer Serie von Drucken mit dem Titel Zur Ehre Beethovens 5. Symphonie. Munakata wurde dann 1955 bei seiner dritten Biennale-Teilnahme mit dem ersten Preis in der Kategorie Druck für seine Werke Zwei Bodhisattva, Zehn große Jünger des Shaka und Drei Frauen aufsteigend, Drei Frauen absinkend ausgezeichnet.

## Gegenwart
Nach dem Ende des Shin-hanga mündete der Sōsaku-hanga in die globalisierte Form der Handdruck-Technik. Zu nennen sind u. a.:
- Masuo Ikeda (1934–1997), Lithographien von Personen, Gruppen.
- Naoko Matsubara (1937–)